# HIGH and MIGHTY COLOR
HIGH and MIGHTY COLOR는 일본의 오키나와현 출신 록 밴드이다. 소속사는 스파이스 뮤직이고 음반사는 소니 뮤직 엔터테인먼트 재팬 산하의 음반사 에스엠이 레코드였으나 2009년 음반사를 스파이스 뮤직으로 이적했다. 줄여서 '하이카라'라고도 불린다. HIGH and MIGHTY는 거만한, 오만한, 위협적인 등의 뜻으로, 위에 뜻에 따라 팬클럽 이름도 오만 클럽이다. 2010년 8월, 공식적으로 해산하였다.

## 내력
- 마키를 제외한 5명이 오키나와에서 안티 노부나가(Anti-Nobunaga)라는 밴드로 활동했었다. 당시는 정통파 헤비 메탈 밴드로 인기를 모아, 오렌지 렌지 등을 잇는 오키나와 출신 젊은 밴드로 기대받았다.
- 2004년, 소속사에서 마키와 만나 하이 앤 마이티 칼라로 활동을 시작했다. 라이브 이벤트 《뮤직 피크닉》에서 첫 공연을 펼쳤다.
- 2004년 11월 24일, 스파이스 뮤직에서 첫 인디 싱글 《OVER》를 1,500장 발매해 약 1개월 만에 매진됐다.
- 2005년 1월 26일, 싱글 《PRIDE》로 정식 데뷔. 애니메이션 《기동전사 건담 SEED DESTINY》 제2기 여는 곡으로 쓰이고, 오리콘 차트 2위를 차지하는 히트를 기록한다.
- 2005년 3월 25일, 첫 전국 투어 《HIGH and MIGHTY COLOR -Free Live Showcase Tour 2005-》를 실시.
- 2005년 9월 14일, 첫 정규 음반 《G∞VER》를 발매, 오리콘 8위를 기록해, 약 5만 장이 팔렸다. 연말에 열린 《제47회 일본 레코드 대상》에서 〈신인상〉을 수상했다.
- 2006년 1월 11일, 애니메이션 《블리치》 제3기 여는 곡인 여섯 번째 싱글 《이치린노 하나》를 발매해 《PRIDE》이래의 오리콘 2위를 기록.
- 2007년 1월 24일, 아래 영화의 주제가와 삽입곡에 사용된 싱글 《타도리츠쿠바쇼 / 옥사리스》를 발매했다.
- 2007년 1월 27일, 마키가 신오쿠보 역 승객추락사고를 다룬 영화 《너를 잊지 않을 거야》 주연을 맡아 배우로 데뷔했다.
- 2007년 12월 26일, 첫 베스트 음반 《10 COLOR SINGLES》을 발매.
- 2008년 3월 19일, 전 곡 셀프 프로듀스의 네 번째 정규 음반 《ROCK PIT》을 발매했다.
- 2008년 6월 25일, 9번째 싱글에서는, T.M.Revolution이 10년 전에 발매해 크게 히트한 《HOT LIMIT》를 커버.
- 2008년 7월 2일, 마키가 결혼해 연내에 밴드에서 탈퇴한다고 발표했다. 10월 5일, 마키가 참가한 마지막 싱글 《Remember》를 발매하고 11월 17일에 새 여성 보컬 오디션을 시작했다.
- 2008년 11월 26일, 팬의 요청이 많았던 곡 1위부터 15위까지의 노래를 수록한 베스트 음반 《BEEEEEEST》를 발매.
- 2009년 1월 1일, 레이블을 에스엠이 레코드에서 스파이스 레코드로 이적. 1월 28일에는 마키와의 마지막 공연으로, 첫 공연 DVD 《LIVE BEE LOUD ~THANKS GIVING~》를 발매.
- 2009년 2월 10일, 공식 블로그를 통해 새로운 보컬을 발표했다. 자세한 사항에 대해서는 차차 밝혀나간다고.
- 2009년 3월 6일, 홈페이지에 새로운 보컬의 프로필과 유스케가 그린 초상화가 공개됐다.
- 2009년 9월 2일, 다섯 번째 정규 음반 《swamp man》을 발매했다.
- 2010년 8월 11일, 마지막 싱글 《Re:ache》를 발표 후 해산하였다.

## 음반 목록

### 싱글
1. PRIDE (2005년 1월 26일)
PRIDE Remix (리믹스 싱글, 2005년 3월 26일)
2. OVER (2005년 4월 20일)
3. RUN☆RUN☆RUN (2005년 6월 22일)
4. Days (2005년 8월 17일)
5. STYLE ~get glory in this hand~ (2005년 11월 9일)
6. 한 송이의 꽃 (2006년 1월 11일)
7. DIVE into YOURSELF (2006년 7월 26일)
8. 원뢰 ~먼 곳에 있는 빛~ (2006년 10월 25일)
9. 타도리츠쿠바쇼 / 옥사리스 (2007년 1월 24일)
10. Dreams (2007년 8월 1일)
11. Amazing (2007년 12월 12일)
12. 플래시 백 / 코모레비노 우타 (2008년 2월 27일)
13. HOT LIMIT (2008년 6월 25일)
14. Remember (2008년 10월 15일)
15. Re:ache (2010년 8월 11일)

### 정규 음반
1. G∞VER (2005년 9월 14일)
2. 고온 프로그레시브 (傲音プログレッシヴ, 2006년 4월 5일)
3. 산 (参, 2007년 2월 21일)
4. ROCK PIT (2008년 3월 19일)
5. swamp man (2009년 9월 2일)

### 베스트 음반
1. 10 COLOR SINGLES (2007년 12월 26일)
2. BEEEEEEST (2008년 11월 26일)